# Атлетико де Рафаела
Асусиасион Мутуал Сосиал и Депортива Атлетико де Рафаела, по-известен като Атлетико де Рафаела (на испански: Asociación Mutual Social y Deportiva Atlético de Rafaela) е аржентински спортен клуб от Рафаела, най-известен с футболния си отбор.

## История
Клубът е основан на 13 януари 1907 г. под името Клуб Атлетико Архентина де Рафаела, а през 1915 то е променено на Клуб Атлетико де Рафаела. От 1988 г. носи сегашното си име. Освен футбол развива още баскетбол, волейбол, тенис, художествена и спортна гимнастика, хокей на трева, стрелба и др., а освен това е собственик и на писта за автомобилни състезания. През 1989 г. футболният отбор се изкачва във втора дивизия и прекарва там 14 години преди да запише първото си участие в Примера дивисион през 2003 г. То трае само един сезон, като през следващите години на няколко пъти Атлетико де Рафаела пропуска възможността да се завърне в елита. В крайна сметка това става през 2011 г. Най-предното класиране на отбора е десетото място в турнира Клаусура през 2004 г.

## Успехи
- Примера Б Насионал
  - Шампион (3): 2002 А, 2003 К, 2011
  - Трето място (3): 2005, 2009, 2010

## Рекорди
- Най-голяма победа
  - в Примера дивисион: 4:0 срещу Химнасия и Есгрима (2003)
  - в Примера Б Насионал: 7:0 срещу Нуева Чикаго (1995)
- Най-голяма загуба
  - в Примера дивисион: 0:4 срещу Талерес (2003)
  - в Примера Б Насионал: 0:5 срещу Атлетико Тукуман (1994)

## Известни играчи
- Габриел Шюрер
- Ибрахим Секагя
- Карлос Бонет
- Мауро Канторо